# Singer 16
Der Singer 16 war ein Mittelklassewagen, den Singer von 1935 bis 1937 als Nachfolger des 2 litre baute.
Der Wagen hatte einen Sechszylinder-Reihenmotor mit 1993 cm³ Hubraum (Bohrung × Hub = 65 mm × 100 mm). Der Motor hatte im Unterschied zum Vorgänger eine obenliegende Nockenwelle. Zusammen mit den gleichzeitig gebauten Sportwagen 1½ litre Le Mans war dies der letzte von Singer gebaute Wagen mit Sechszylindermotor. Im Unterschied zu diesem Sportwagen hatte das Modell 16 Einzelradaufhängung vorne. Die hintere, angetriebene Starrachse, aufgehängt an Längsblattfedern, hatte er mit dem Le Mans gemein.
Der als Limousine karosserierte Wagen erreichte eine Höchstgeschwindigkeit von 104 km/h.
1937 wurde der 16 ohne Nachfolger eingestellt.